# Прахово боядисване
Праховото боядисване е процес при който положителните и отрицателните електрически заряди се привличат. Самия процес представлява подлагане на материалът, който ще се боядисва, на отрицателен заряд. След което в специална асептична камера се впръсква прахова боя с желания цвят, която е с положителен заряд. След като продуктът е оцветен се поставя във високотемпературна пещ. Там праховата боя се полимеризира, превръщайки се във високоустойчиво покритие. Основната разлика между конвенционална течна боя и праховата е, че при праховото боядисване не се изисква разтворител/втвърдител. Прахът може да бъде термопластичен или термореактивен полимер. Обикновено се използва за създаване на твърд завършек, който е по-здрав от конвенционалната боя. Праховото покритие се използва главно за покриване на метали като домакински уреди, алуминиеви профили, хардуерни, автомобилни и велосипедни части. По-новите технологии позволяват други материали, като MDF (средно-плътни влакнести плочи), да бъдат прахово боядисани, използвайки различни методи. Процесът на прахово боядисване е изобретен около 1945 г. от Даниел Густин, US 2538562.

## Свойства
Тъй като праховото покритие няма течен носител, то може да се използва за по-плътно покритие в сравнение с обикновеното боядисване с течна боя. Тук не съществува проблемът с разтичане на боя. Процесът на нанасяне на покритие излъчва малко летливи органични съединения. Няколко цвята на прах могат да бъдат нанесени заедно преди да изсъхнат, което позволява смесване на цветовете и създаване на специални ефекти в един слой.
Повечето прахови покрития имат размер на частиците от 2 до 50 μ, температура на омекване Tg около 80 °С, температура на топене около 150 °С и се втвърдяват при около 200 °С за минимум 10 минути до 15 минути (точните температури и времената могат да зависят от дебелината на покритието). За да се получи гладка повърхност, е необходимо натрупване на филм по-голямо от 50 μ, но много производители предпочитат да нанасят по-малък слой, който придава определена степен на „портокалова кора“. Това помага да се скрият дефекти върху метала, които са възникнали по време на производството, а и полученото покритие е по-малко склонно да показва пръстови отпечатъци.